# Mantello (Italia)
Mantello (Mantèll in dialetto valtellinese) è un comune italiano di 758 abitanti della provincia di Sondrio in Lombardia, situato ad ovest del capoluogo di provincia. Una parte del suo territorio è compresa nella Costiera dei Cech.

## Storia

### Simboli
Lo stemma e il gonfalone sono stati concessi con decreto del presidente della Repubblica del 2 settembre 1997.

## Monumenti e luoghi d'interesse
- Chiesa parrocchiale dei Santi Marco, Colombano e Gregorio, l'attuale edificio del XVI secolo restaurato ed ampliato successivamente, era già un'antichissima pieve monastica del borgo di Olonio e poi del monastero di San Colombano, attestato a Mantello già nel 1217. Divenne parrocchia dei Santi Gregorio e Colombano dal 1422. La chiesa dei Santi Gregorio e Colombano, è detta comunemente di San Marco già nel 1589, dedicazione che divenne principale nel 1899[6].
- Chiesa dei Santi Rocco e Sebastiano, in località Soriate.
- Oratorio della Madonna Delle Grazie, in località di Pusterla.

## Società

### Evoluzione demografica
Abitanti censiti